# Daseuplexia lageniformis
Daseuplexia lageniformis är en fjärilsart som beskrevs av George Francis Hampson 1894. Daseuplexia lageniformis ingår i släktet Daseuplexia och familjen nattflyn. Inga underarter finns listade i Catalogue of Life.